# Панайот Карагьозов
Панайот Димитров Карагьозов е филолог, специалист по сравнително славянско литературознание, професор, декан на Факултета по славянски филологии в Софийски университет „Свети Климент Охридски“ в периода 2007 – 2015 г.

## Биография
Роден е на 23 март 1952 г. в София.
Доктор е по славистика с дисертация на тема „Сравнительно-исторические синтезы славянских литератур“ (1986). Доктор на филологическите науки с дисертация на тема „Славянските свети мъченици. Светост и канонизация; хронология и типология; критика и апология на славянското мъченичество“ (2006). Професор по славянски литератури в СУ (2007).
През 1983-1990 г. е агент на Държавна сигурност под псевдонима Коларов.
Автор е на над 200 научни публикации в областта на историята на славянските литератури, култури и религиозни практики. От 1992 г. е член на Комитета на българските слависти, а от 2000 г. — на Асоциацията на американските слависти. От 2004 г. е директор на Летния семинар по българистика за чуждестранни българисти и слависти към СУ „Св. Климент Охридски“. Гост професор в Славистичния изследователски център на Хокайдския университет в Сапоро, Япония (2002-2003); лектор по български език, литература и култура и преподавател по история на славистиката и славянски литератури във Философския факултет на Карловия университет в Прага, Чехия (1997-2002).
В Софийския университет чете лекции по „Ренесанс, Просвещение и Възраждане при славяните“, „Сравнителна история на славянските литератури“, „Религиите на славяните“, „История на полската литература“, „Историографии на славянската словесност“ и други.

## Избрана библиография
Монографии
- Полската поезия между двете световни войни, С., УИ „Св. Климент Охридски“, 1996.
- Самосознание словесности. Историографии славянских литератур, С., УИ „Св. Климент Охридски“, 1996.
- Някогашните славяни днес, С., Издателство „Славика“, 1997.
- Славянските свети мъченици. Същност и канонизация; хронология и типология; критика и апология на славянското мъченичество, С., УИ „Св. Климент Охридски“, 2006.

Преводи
- Целувки. Любовна лирика от Мария Павликовска Ясножевска, С., Издателство „Славика“, 1991.
- Вкусът на любовта, С., Издание на Полския културен институт в София, 1993.
- Почерк. Стихотворения, С., Издателство „Славика“, 1997.